# منذر بن ساوی
مُنذِر بن ساوی تَمیمی (عربی: ٱلْمُنْذِر ٱبْن سَاوَىٰ ٱلتَّمِيمِيّ) مرزبان ساسانی بحرین در شرق شبه‌جزیره عربستان بود. منذر از خاندان بنی تمیم بود و به دعوت فرستادهٔ پیامبر اسلام ،علاء بن الحضرمی اسلام آورد. وی اندکی پس از وفات محمد،در سال ۱۱ ه.ق درگذشت.